# Hylocitrea
Hylocitrea is een geslacht van zangvogels uit de familie Hylocitreidae.

## Soorten
Het geslacht kent de volgende soort:
- Hylocitrea bonensis – Bessendikkop